# Atuna penangiana
Atuna penangiana là một loài thực vật thuộc họ Chrysobalanaceae. Đây là loài đặc hữu của Malaysia. Chúng hiện đang bị đe dọa vì mất môi trường sống.